# Leo Durocher
Pour les articles homonymes, voir Durocher.
Léo Durocher, né le 27 juillet 1905 à West Springfield (Massachusetts) et décédé le 7 octobre 1991 à Palm Springs (Californie), est un joueur américain de baseball devenu gérant. Il joue dans la Ligue majeure de baseball entre 1925 et 1945 et occupe le poste de gérant entre 1939 et 1973.
Trois fois sélectionné au Match des étoiles (1936, 1938 et 1940) et deux fois vainqueur de la Série mondiale (1928 et 1934) comme joueur, il remporte comme gérant 2008 victoires en saison régulière en carrière et deux Séries mondiales (1954 et 1963). Durocher est élu au Temple de la renommée du baseball en 1994.
Réputé pour ses coups de gueule, il connait 95 expulsions comme gérant ; seul John McGraw en compte plus dans l'histoire des Ligues majeures. L'un de ses plus fameux accès de colère ne se déroule pas sur le terrain, mais, une nuit, à l'occasion de l'entraînement de printemps des Dodgers de Brooklyn en 1947 au Panama. Sous la houlette de joueurs originaires du Sud, une pétition réclamant le respect de la ségrégation dans le baseball circule parmi les joueurs à l'occasion de la tournée panaméenne : ils réclament l'éviction de Jackie Robinson de l'équipe. Pourtant originaire du Kentucky, Pee Wee Reese refuse de signer la pétition et déclare : « S'il prend ma place, c'est qu'il l'aura mérité ». La cabale s'achève au beau milieu d'une nuit. Le gérant des Dodgers, Léo Durocher sermonne alors sévèrement ses joueurs en deux temps. Il clôt définitivement le débat sur la couleur de la peau en annonçant : « Je m'en moque qu'un type soit jaune ou noir, ou qu'il ait des rayures comme un maudit zèbre ». Avant d'ajouter : « Je suis le gérant de cette équipe, et je dis qu'il joue. De plus, j'ajouterai qu'il (Robinson) peut tous nous rendre riches. ».
Il est suspendu pour l'ensemble de la saison 1947 par le commissaire du baseball pour sa conduite antisportive récurrente.

### Joueur

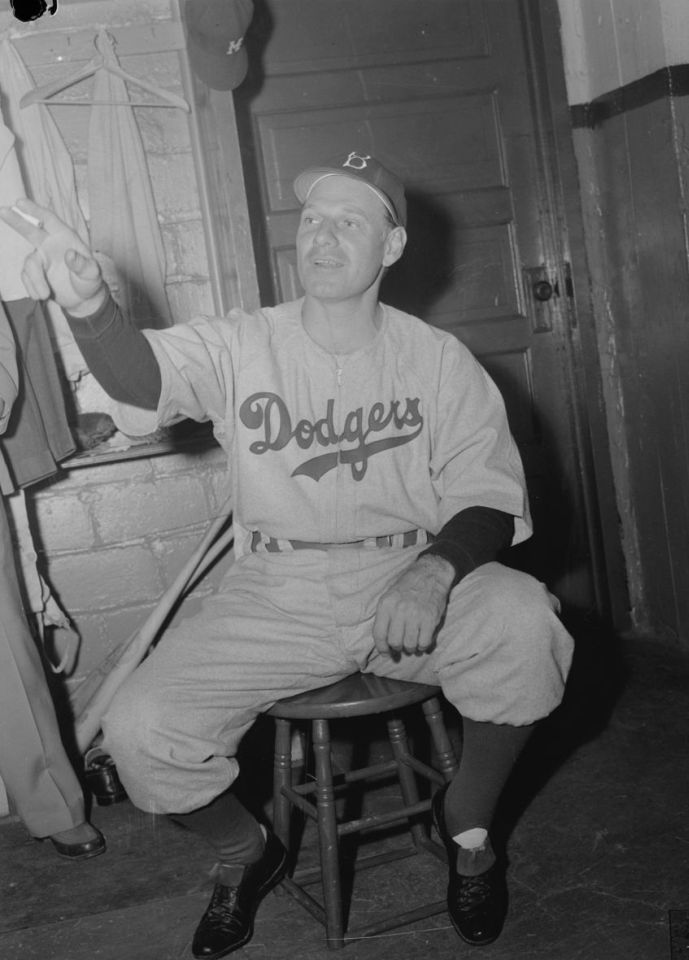
Léo Durocher avec les Dodgers de Brooklyn